# Vies consacrées (revue)
 (août 2025).
Si vous disposez d'ouvrages ou d'articles de référence ou si vous connaissez des sites web de qualité traitant du thème abordé ici, merci de compléter l'article en donnant les références utiles à sa vérifiabilité et en les liant à la section « Notes et références ».
Vies consacrées est une revue trimestrielle francophone de recherche et de réflexion théologique et spirituelle concernant tous les aspects de la vie consacrée, c'est-à-dire de la profession des conseils évangéliques, dans l’Église. Fondée en 1925 sous le nom de Revue des communautés religieuses, et publiée depuis lors sous la responsabilité de la Compagnie de Jésus, elle contribua beaucoup à l’assimilation de l’esprit de Vatican II dans les instituts et communautés de vie consacrée. Sa diffusion, dans le monde entier, atteint environ 80 pays.

## Histoire

### Revue des communautés religieuses
La Revue des communautés religieuses [RCR] a été fondée en janvier 1925 par un groupe de théologiens et canonistes jésuites, dirigé par Joseph Creusen (1880-1960) et Émile Jombart (1882-1964). Jean-Baptiste Janssens, futur général de la Compagnie, faisait également partie des fondateurs.
Au départ, la revue avait une portée essentiellement canonique. Le code de droit canon [CIC], en vigueur depuis 1917, et la Congrégation Romaine des Religieux demandaient alors aux instituts et ordres religieux de mettre à jour leur législation propre. Les questions canoniques furent donc privilégiées.
La revue a rapidement une grande diffusion, particulièrement en France, en Belgique et au Québec. La Seconde Guerre mondiale contraint cependant à la suspension de sa parution (1940). Elle ne reprendra qu’en mai 1945. Pour combler ce vide, les franciscains québécois prennent la relève avec La Vie des communautés religieuses, qui parait encore aujourd’hui[Quand ?], sous le titre d'En son nom, vie consacrée aujourd'hui.
D’abord trimestrielle, puis bimestrielle (à partir de 1950), la revue retrouve, après guerre, son rayonnement international.[réf. nécessaire]

### Vie consacrée
Le concile Vatican II et son décret sur la vie religieuse Perfectae Caritatis (octobre 1965) appellent au renouveau («retour aux sources») de la vie consacrée dans l’Église. Dès lors la revue informe sur les publications conciliaires.
En 1966 la Revue des communautés religieuses change de présentation et de titre. S'appelant désormais Vie consacrée, elle revêt «un nouvel habit moins sombre et plus simple» et désire alors également étendre son lectorat à «tous ceux et toutes celles qui sont engagés dans la vie consacrée […] non seulement les religieux et les religieuses, mais encore les membres des instituts séculiers ou d'autres groupements semblables». Elle ouvrira en outre plus tard son comité de rédaction, jusque-là composé de jésuites, à d'autres formes de vie consacrée, y compris la vie religieuse féminine et les instituts séculiers.
Vie consacrée participe notablement à l’effort de renouvellement demandé par le concile. Domine dès la fin des années 1960 la problématique de l’aggiornamento de la vie religieuse. À cette fin, la revue insiste sur l’approfondissement doctrinal, revient souvent aux sources bibliques de la vie consacrée, commente les documents de l’Église et discute des problèmes particuliers d’adaptation. L'accent est mis sur les «dimensions apostolique et théologiques», et non plus sur le droit canonique.

### Vies consacrées
Depuis 2004, la revue, qui a décidé de «faire droit à toute la variété des formes de l’engagement pour Dieu», change à nouveau de non : on parle désormais des Vies consacrées. La publication redevient quant à elle trimestrielle.
De sa fondation en 1925 (avec son premier directeur, Joseph Creusen s.j.) à 1986, les directeurs de la revue ont tous été des jésuites belges. De 1986 à 1989 et de 2004 à nos jours, la direction est assurée par une religieuse belge, Noëlle Hausman, s.c.m., d'abord avec un groupe de collègues professeurs de théologie de la Faculté jésuite de Bruxelles formant le comité de rédaction, et, depuis la suspension de l’I.É.T., par des représentants (belges, français, allemand) de diverses formes de vie consacrée.
Depuis 2023, le comité de rédaction voit son travail soutenu et enrichi par la présence à ses côtés d'un conseil de rédaction, formé d'une quinzaine de membres, théologiens, historiens, canonistes, provenant de divers pays et formes de vie consacrée.